# Agaie
Agaie est une zone de gouvernement local de l'État de Niger au Nigeria,. C'est le siège de l'émirat d'Agaie, un royaume traditionnel.

## Source
- (en) Cet article est partiellement ou en totalité issu de l’article de Wikipédia en anglais intitulé « Agaie » (voir la liste des auteurs).